# Stanislava Škvarková
Stanislava Škvarková (* 20. April 1996 als Stanislava Lajčáková) ist eine slowakische Hürdenläuferin, die sich auf den 100-Meter-Hürdenlauf spezialisiert hat und auch im Siebenkampf an den Start geht.

## Sportliche Laufbahn
Erste internationale Erfahrungen sammelte Stanislava Škvarková 2013 bei den Jugendweltmeisterschaften in Donezk, bei denen sie mit 14,80 s in der ersten Runde ausschied. 2017 nahm sie über 60 Meter Hürden an den Halleneuropameisterschaften in Belgrad teil und schied dort mit 8,36 s im Vorlauf aus, wie auch bei den U23-Europameisterschaften in Bydgoszcz mit 13,66 s. Zwei Jahre später nahm sie erneut an den Halleneuropameisterschaften in Glasgow teil, schied aber erneut mit 8,28 s im Vorlauf aus. Im Juli wurde sie bei der Sommer-Universiade in Neapel in 13,54 s Siebte. Sie qualifizierte sich zudem auch für die Weltmeisterschaften in Doha, bei denen sie aber mit 13,44 s im Vorlauf ausschied. 2020 verbesserte sie in Trnava den Landesrekord im Hürdensprint auf 12,90 s und löste damit Miriam Bobková als Rekordhalterin ab. Im Jahr darauf gelangte sie bei den Halleneuropameisterschaften in Toruń bis in das Halbfinale und schied dort mit 8,23 s aus. 2023 wurde sie bei der 2. Liga der Team-Europameisterschaft im Rahmen der Europaspiele in Chorzów in 13,13 s Vierte über 100 m Hürden und gelangte mit der 4-mal-100-Meter-Staffel mit 44,69 s auf Rang zwei im B-Lauf. Im Jahr darauf schied sie bei den Hallenweltmeisterschaften in Glasgow mit 8,16 s im Semifinale über 60 m Hürden aus. Im Juni kam sie bei den Europameisterschaften in Rom mit 13,44 s nicht über den Vorlauf über 100 m Hürden hinaus.
In den Jahren von 2017 bis 2021 und 2023 wurde Škvarková slowakische Meisterin im 100-Meter-Hürdenlauf sowie 2017 auch im Siebenkampf. In der Halle sicherte sie sich die Titel über 60 Meter Hürden 2017 und 2018 sowie 2020 und 2021.

## Persönliche Bestleistungen
- 100 m Hürden: 12,90 s (+1,5 m/s), 15. August 2020 in Trnava
  - 60 m Hürden (Halle): 8,09 s, 5. Februar 2020 in Ostrava
- Siebenkampf: 5660 Punkte, 21. Mai 2017 in Košice
  - Fünfkampf (Halle): 3587 Punkte, 28. Februar 2015 in Bratislava